# Осада Акры (1291)
Осада Акры  (англ. Siege of Acre) — осада и захват города Акра египетскими мамлюками. Битва произошла в 1291 году и стала важным событием в истории крестовых походов, поскольку ознаменовала захват одного из немногих оставшихся основных владений крестоносцев.

## Начало военных действий (1290—1291)
27 апреля 1289 года войска мамлюкского султана Калауна после непродолжительной осады, длившейся чуть более месяца, штурмом овладели Триполи. Это стало поворотным моментом в истории падения всего Иерусалимского королевства и отправной точкой в падении последнего христианского оплота в Святой земле — города Акры. На падение Триполи Европа ответила молчанием. Разве что Папа Николай IV сразу же после падения города прислал в Акру на двадцати галерах 1 600 ломбардских наёмников. О том, кто будет выплачивать им жалованье, его святейшество не подумал. И, оставшись без средств, ломбардские наёмники принялись грабить окрестные поселения мусульман.
В августе 1290 года они устроили настоящий погром в кварталах мусульман. Всех, кто носил бороду, беспощадно убивали. Повод был более чем весомый — якобы до них дошли слухи, что некую христианку соблазнил сарацин. Вот как описывает эти события Жерар Монреальский:
«Когда эти люди были в Акре, перемирие, которое король заключил с султаном, хорошо поддерживалось обеими сторонами, и бедные простые сарацины вошли в Акру и принесли на продажу своё добро, как они уже делали. Волею дьявола, который охотно изыскивает дурные дела среди добрых людей, произошло так, что эти крестоносцы, которые прибыли, чтобы творить добро и ради своей души на помощь городу Акре, способствовали его уничтожению, ибо они промчались по земле Акры и предали мечу всех бедных крестьян, которые несли на продажу в Акру своё добро, пшеницу и прочие вещи и которые были сарацинами из обнесенных изгородями хижин Акры; и точно так же убили многих сирийцев, которые носили бороды и которых убили за их бороды, принимая за сарацин; каковое дело было очень скверным поступком, и это стало причиной взятия Акры сарацинами, как вы услышите…»
Местные рыцари остановили мародёров и взяли их под стражу, но об этом донесли Калауну. Он был в ярости, счёл, что перемирие нарушено христианами, и направил в Акру письмо с требованием наказать виновных. Но городской совет под давлением бывшего тирского архиепископа Бернара, который отвечал перед папой за этот контингент, отказался осудить виновных, указывая на то, что они как крестоносцы находятся под исключительной юрисдикцией папы. Тогда Гийом де Боже, Великий Магистр ордена Храма, как утверждает хронист, предложил обмануть султана: вместо виновных казнить уже содержащихся в городской тюрьме преступников. Жерар Монреальский далее рассказывает, что это предложение не прошло на городском совете, и султану в ответ было направлено некое расплывчатое послание, после которого тот решил начать войну. О том, что султан всерьёз решил воспользоваться прецедентом и разорвать договор при любых обстоятельствах, свидетельствует то, что он собрал совет имамов для религиозно-юридического обоснования справедливости своих действий. Гийом де Боже отправил к Калауну ещё одно, собственное посольство с просьбой о мире, и тот потребовал выкупа по одному цехину за каждого горожанина. Городской совет снова отверг предложение.
Помимо высоких моральных начал Калаун руководствовался в своих действиях и чисто земными интересами. После взятия Триполи он заключает с королём Кипра Генрихом II перемирие на два года, два месяца, две недели, два дня и два часа. Кроме того, весной 1290 года Калаун заключил торговый договор с Генуей, а также оборонительный союз с Арагонским королём, что коренным образом изменило соотношение сил на Ближнем Востоке. Теперь, сделав своими союзниками генуэзцев, султан Египта не нуждается в Иерусалимском королевстве, как в торговом шлюзе между Западом и Востоком, и в Акре, как в торговом центре. Для уничтожения последнего оплота франков в Святой земле, а им стала Акра после падения Триполи, ему нужен был повод, которого не пришлось долго ждать.
В октябре 1290 года в султанате, объединявшем Сирию и Египет, началась мобилизация и подготовка осадной техники. Султан Калаун поклялся на Коране не опускать оружия до тех пор, пока не будет изгнан последний из франков. Из уст 70-летнего старца эта клятва звучала особенно весомо. Однако выполнить её султану не довелось — 4 ноября, отбыв из Каира в свою ставку, султан Калаун внезапно заболел, и 10 ноября скончался. Его кончина лишь на несколько месяцев задержала наступление. Сын Калауна аль-Ашраф Халиль ещё у смертного одра отца поклялся, что погребет его с почестями, лишь когда Акра будет стёрта с лица земли. В марте 1291 года Халил вступил в Палестину. Сирийские отряды присоединятся к нему в начале мая.
Султанские хронисты рассказывают, что некий Абу-ль-Фида, которому было тогда лишь 18 лет, участвовал в сражении вместе со своим отцом. Ему была доверена одна из катапульт под названием «Победоносная», которую пришлось транспортировать до окрестностей города в разобранном виде.

«…Повозки были столь тяжелыми, что перевозка заняла у нас более месяца, тогда как в обычных условиях для этого хватило бы восьми дней. По прибытии почти все быки, тянувшие возы, погибли от истощения и холода.
Битва началась тотчас же, — продолжает наш хронист. — Мы, люди из Хамы, были поставлены на самом правом краю. Мы находились на берегу моря, с которого на нас нападали франкские барки с установленными на них башенками. Эти сооружения были защищены деревянными щитами и коровьими шкурами, и враги стреляли из них в нас из луков и арбалетов. Нам приходилось таким образом сражаться на два фронта: против людей Акры, находившихся перед нами, и против их флотилии. Мы понесли большие потери, когда доставленная одним из судов катапульта стала обрушивать на наши шатры обломки скал. Но однажды ночью поднялся сильный ветер. Под ударами волн судно стало так раскачиваться, что катапульта разломилась на куски. В другую ночь отряд франков сделал неожиданную вылазку и дошёл до нашего лагеря. Но в темноте некоторые из них стали спотыкаться о веревки, натягивавшие палатки; один из рыцарей даже упал в отхожее место и был убит. Наши воины успели прийти в себя, напали на франков и вынудили их вернуться в город, оставив на месте боя много мертвых. На следующее утро мой двоюродный брат аль-Малик-аль-Музаффар, правитель Хамы, велел привязать головы убитых франков к шеям лошадей, которых мы у них взяли, и отправил их в подарок султану".
Это была вылазка тамплиеров под руководством Гильома де Боже, направленная на уничтожение «Победоносной».

## Расстановка сил
«Султан султанов, царь царей, повелитель повелителей… могущественный, грозный, каратель мятежников, победитель франков, и татар, и армян, вырывающий крепости из рук неверных… вам, магистру, благородному магистру ордена Храма, истинному и мудрому, привет и наша добрая воля. Поскольку вы — настоящий муж, мы посылаем вам послания о нашей воле и доводим до вас, что мы идем на ваши отряды, чтобы возместить нанесенный нам ущерб, отчего мы не желаем, чтобы власти Акры посылали нам ни письма, ни подарки, ибо мы их больше не примем» — это выдержка из послания султана Халила Великому Магистру ордена Тамплиеров Гильому де Боже.
В бессильном отчаянии отцы города всё же не нашли ничего лучше, как направить к своему противнику послов. Разумеется, от подношений он, как и обещал, отказался, а посланцев бросил в темницу…Со стен крепости осажденные видели бескрайнюю равнину вокруг Акры, покрытую шатрами, поставленными верёвка к верёвке.
«И шатер султана, который называется „дехлиз“, стоял на высоком пригорке, там, где была красивая башня и сад и виноградники ордена Храма, и каковой „дехлиз“ был весь алый, с открытой к городу Акре дверью; и это было сделано султаном потому, что каждый знает: куда открыта дверь „дехлиза“, этой дорогой должен идти султан…»
Вместе с султаном этой дорогой прошли его воины — по разным оценкам, от 85 тысяч до 600 тысяч человек. Кристофер Маршалл в своём труде «Военное дело на Ближнем востоке 1191—1291 гг.», ссылаясь на хронистов, называет такие цифры:
- 70 000 кавалерии и 15 000 пехоты («Деяния киприотов» Тирского тамплиера)[1].
- 60 000 всадников и 160 000 пехотинцев[1]
- 40 000 кавалерии и 200 000 пехоты («Плач о падении Акры»).
- 200 000 кавалерии и «множество» пехоты («Хроника св. Петри»).
- Всего 600 000. (Людольф Садхеймский)[2]

Но вероятно, хронисты, которые, к тому же писали свои работы уже в XIV веке, приводят цифры, мало отвечавшие реалиям эпохи. Похоже, что стандартные «сто тысяч» были не посчитанным числом, а просто идиоматической формой, вроде «тьмы» русских летописей. Безусловно, мамелюки превосходили числом армию крестоносцев, но не представляли угрозы большей, чем монголы и были не так многочисленны
Состав армии определить ещё труднее, чем её количество. Непосредственно мамлюки — отборная гвардия султана, представляли собой одно из самых боеспособных войсковых формирований своего времени. Большинство солдат были в детстве куплены на невольничьих рынках и специально обучены военному ремеслу. Совершенные машины для убийства, в которых бесстрастность фанатиков причудливо сочеталась с ярым темпераментом Востока. Численность этой регулярной армии колебалась от 9 до 12 тыс. человек (по некоторым источникам до 24 тыс. чел.), основу которой составляли отряды конницы под командованием 24 беев из среды крупных феодалов. Трудно сказать, какой процент от общего числа мамлюкского войска представляли конные, а какой пехота. Многие исследователи склоняются к мысли, что конницы было большинство. Остальная часть армии представляла собой мобилизованных крестьян и горожан. При своей многочисленности она не имела практически никакого боевого потенциала и использовалась для сапёрных и подсобных работ.
В «Плаче о погибели Акры» приводится дьявольское число — 666. Столько осадных машин насчитал у врага его автор, доминиканский монах Рикольдо де Монте Кроче. Скорее всего, эта цифра тоже преувеличена. Наиболее вероятной как технически, так и организационно является упоминание про 92 осадные машины — но среди них выделялись четыре гигантских камнемёта, каждый из которых имел собственное имя, а потому наводил на оборонявшихся поистине священный ужас. Во время стрельбы одну машину обслуживало не менее четырёх человек, крупные машины — около 20 человек.
С точки зрения экономической, даже цифра 100 000 общего числа участников кампании со стороны султаната является завышенной. Окрестные земли были разорены и не позволяли прокормить подобную армию, а доставка продовольствия из Сирии и Египта удорожала экспедицию в несколько раз. Войско состояло из трёх составляющих — войско из Хамы, войско из Дамаска и войско из Египта. Армия выдвигалась к Акре с двух сторон, из Каира и Дамаска. Как свидетельствует очевидец, походный строй из Сирии растянулся до Кармила (20 км.) а из Египта — до Карубских гор.
Безусловно, весной 1291 года Акра представляла собой одну из самых современных, и самую мощную крепость региона. Она имела отличную фортификацию внешних стен и внутригородскую архитектуру, позволявшую превратить почти все её кварталы в отдельные, хорошо укреплённые очаги обороны. Внешняя стена опоясывала город со всех сторон и была со стороны моря одинарная, а с суши двойная. Город был разделён большой стеной на две части — непосредственно Акра и бывшее предместье Монмазар. В это время город был полон беженцами из захваченных мусульманами городов, и представлял собой смесь из военного лагеря и крупнейшего торгового порта. Он состоял из семнадцати обособленных сообществ, каждое из которых представляло фактически отдельную крепость внутри городских стен.
Данные источников о численности осаждённых войск и их состава расходятся:
- 700—800 конных и 14 000 пехоты («Деяния киприотов»)
- 800 рыцарей и 13 000 пехотинцев[5]
- 900 конных и 18 000 пехоты («Плач о погибели Акры»)
- 1 000 рыцарей и 14 000 солдат[6]
- 1 200 рыцарей и всего 30 000 войска (James Auria, «Annales»)[2]

Согласно данным Делявиль ле Руля, население Акры составляло 30 000 душ. По сведениям В. А. Захарова и В. Н. Чибисова, в городе насчитывалось примерно от 30 000 до 40 000 жителей. К сожалению, нигде не указано то, что представляет основной интерес для анализа: количество стрелков — лучников и арбалетчиков, а также наличие, число и характер камнемётов. Если обратиться к косвенным источникам, то можно определить число и состав защитников более объективно.
Тамплиеры и госпитальеры, по оценкам специалистов, во второй половине XIII века, вместе имели не более 500 братьев-рыцарей, и в соответствии с общим индексом вооружённых сил орденов, могли выставить войско общей численностью до 5000 боевых единиц. Великим магистром иоаннитов был в то время Жан де Вилье. Тевтонцы имели некоторый контингент в Акре, общую численность братьев немецких орденов после разгрома в Прибалтике, и нового набора в Европе составляла около 2 000 братьев, основная часть которых находилась на севере. Рыцари ордена св. Фомы Акрского — 9 рыцарей и Магистр [Wolff, R. L, Hazard, H. W., 1969, p. 30]. Лазариты, рыцари св. Гроба Господня и рыцари ордена Святого Духа, упоминаются как защитники города, но в крайне малом числе.
Для обороны города стены были поделены на четыре сектора. Командование первым сектором было поручено Жану де Грайи и Отону де Грансону, вторым — командиру киприотов и лейтенанту тевтонцев, во главе третьего сектора встали магистры госпитальеров и ордена св. Фомы, а руководство четвёртым сектором взяли на себя магистры храмовников и лазаритов. Тамплиеры и госпитальеры отвечали за защиту левого фланга — от побережья до ворот св. Антония, а рыцари «малых орденов» составили сводный эскадрон. Далее располагались войска «сводного отряда» тевтонцев и лазаритов, затем французский контингент вместе с рыцарями ордена св. Фомы, под командованием сенешаля Жана де Грайи, войска кипрского королевства под командованием коннетабля Амори де Лузиньяна. На правом фланге находились венецианцы и «папские наемники», прибывшие в 1290 году, а за ними пизанцы и городское ополчение [Nicolle David, 2003, p. 55].
Если исходить из того, что ответственность за стены и башни была распределена пропорционально имеющимся в распоряжении силам, то получается, что сектора тамплиеров и госпитальеров составили около 40 %, и прочие (ордена, французы, киприоты, венецианцы, крестоносцы, пизанцы, ополченцы) — 60 %. Этот расчёт показывает, что общее число войск было ближе всего к цифре, приведённой в «Деяниях киприотов». Таким образом, к началу осады, избранный городским советом предводителем Гильом де Боже имел под рукой не более 15 000 солдат, из них 650—700 конных рыцарей.
Исследователи давно уже вывели общепринятый для эпохи холодного оружия «норматив» — 1,2 человека на метр стены и в среднем 50 человек на башню. Протяжённость двойных стен Акры — около 2 км. На них высились 23 башни. Простой математический подсчёт показывает — для защиты башен достаточно полутора тысяч человек. Охрана же 4 тысяч метров стен в три смены требовала около 14 500 воинов. Примерно столько их и было.
Описание боевых действий показывает, что у защитников было много арбалетчиков, но ничего не говорится про городскую артиллерию. Единственно, о чём вскользь упоминается в хрониках, это о применении метательных машин, которые были установлены на кораблях. Город был деблокирован со стороны моря, не имел недостатка в пресной воде, продовольствии, боеприпасах, имел регулярное водное сообщение с остальными уцелевшими крепостями Латинского Востока и островом Кипр. Численность, подготовка, и состав вооружений защитников города были достаточны для его эффективной защиты, и позволяли оборонять стены от многократно превосходящих сил противника. Тем не менее, оборона Акры была сломлена мамелюками всего за сорок четыре дня.
Летописцы прошлого не были бесстрастны — в словах безымянного автора смешались те самые гнев и боль, которые владели защитниками древней цитадели…

«Бесчисленное множество людей всех народов и языков, жаждущих христианской крови, собралось из пустынь Востока и Юга; земля дрожала под их шагами, и воздух дрожал от звука их труб и кимвалов. Солнечные блики от их щитов сверкали на отдаленных холмах, а наконечники их копий светились, как бесчисленные звезды на небе. Когда они шли, их пики напоминали густой лес, вырастающий из земли и покрывающий все вокруг… Они бродили вокруг стен, ища в них слабые места и поломки; одни рычали, как собаки, другие ревели, как львы, прочие мычали и ревели, словно быки, некоторые били в барабаны кривыми палками по своему обычаю, другие метали дротики, швыряли камни, пускали стрелы из арбалетов. Не оставалось никакой надежды спастись, но морской путь был открыт; в гавани стояло множество христианских судов и галер тамплиеров и госпитальеров; все же два великих монашеских и военных ордена сочли неприемлемым отступить на соседний дружественный остров Кипр. Они отказались нарушить даже в последней крайности свой долг, который они поклялись исполнять до последней капли крови. В течение 170 лет их мечи постоянно оберегали Святую землю от нечестивых вторжений мусульман; священная земля Палестины была повсюду полита кровью лучших и храбрейших рыцарей, и, верные своим обетам и своему рыцарскому предназначению, они теперь приготовились похоронить себя в развалинах последней твердыни христианской веры. Гийом де Боже, великий магистр тамплиеров, участник сотен битв, принял командование гарнизоном, который состоял примерно из 120 отборных рыцарей-тамплиеров и госпитальеров и отряда в 500 пеших и 200 конных воинов под командованием короля Кипра. Эти силы были разбиты на четыре подразделения, каждое из которых обороняло свой участок стены; первым из них командовал Гуго де Грандисон, английский рыцарь. Старые и больные, женщины и дети были отправлены морем на христианский остров Кипр, и никого не осталось в обреченном городе, кроме тех, кто был готов сражаться, защищая его, или принять мученичество от рук неверных…»

## Осада Акры. 5 апреля — 17 мая
5 апреля султан аль-Ашраф Халиль прибыл из Каира, разместил свою ставку в городском предместье Тал аль-Фукар, и его войска заняли свои позиции. 6 апреля официально начинается осада Акры. Через два дня прибыли и были установлены на позиции камнемёты, которые 11 апреля начали регулярный обстрел стен и башен.
«Одна из машин, которую называли Хавебен [габ-дан — яростная], иначе сказать — Гневная, находилась перед постом тамплиеров; а другая машина, метавшая на пост пизанцев, называлась Мансур, то есть Победоносная; следующая, большая, которую я не знаю, как назвать, метала в пост госпитальеров; и четвёртая машина метала в большую башню, называемую Проклятая башня, которая стоит на второй стене и которую защищал королевский отряд. В первую ночь они поставили большие щиты, и щиты, сделанные из прутьев, выстроились перед нашими стенами, и на вторую ночь они приблизились ещё, итак приближались, покуда не подошли к водяному рву, и за названными щитами были воины, сошедшие со своих лошадей на землю с луками в руках» [Райли-Смит Дж, 1998, с. 316].
С 11 апреля до 7 мая осада города носит вялотекущий характер со стороны осаждающих. Камнеметы методично обстреливают стены, солдаты пытаются засыпать ров, но их отгоняют от стен арбалетчики. А вот защитники наоборот, постоянно предпринимают активные действия. Тяжёлая рыцарская кавалерия очевидно никак не могла быть использована внутри города, и военачальники резонно ищут возможности для её эффективного применения.
По некоторым источникам, в первую неделю осады тамплиеры организовали крупную вылазку, в результате которой захватили и привели в город 5 000 пленных. Эта информация, которую приводит хронист Ланкрост, отличается от того, что пишет автор «Деяний киприотов», но, тем не менее, из этих цифр можно сделать вывод, что было действительно захвачено много пленных, что в свою очередь означает, что основную часть армии захватчиков составляли необученные ополченцы. Нигде далее о судьбе такого невероятного числа пленных не упоминается.
Гийом де Боже предложил вывезти из города морем десант, и дать бой под стенами крепости в открытом поле. Но характерные для средиземноморья весенние грозы помешали осуществлению этих планов. 13-14 апреля крестоносцы предприняли рейд на правый фланг войска мамелюков, но корабли рассеяла буря, и командиры предпочли более не рисковать.
В ночь с 15 на 16 апреля 1291 года тамплиерами была организована ночная вылазка на лагерь армии Хама. Она начиналась хорошо, но как утверждает хронист, кони в темноте запутались в растяжках палаток, и заметный результат не был достигнут.
Следующая вылазка была организована госпитальерами в ночь с 18 на 19 апреля против южного фланга, но она также окончилась безуспешно, так как мамелюки были начеку и выставили караулы. После этого было решено прекратить контратаки, так как они не приносят заметных результатов, но приводят к большим потерям.
«И когда настал день, наши люди на совете высказали мнение выйти со всех концов на лошадях и пешими и сжечь деревянное сооружение; таким образом, монсеньор магистр ордена Храма и его люди, и мессир Жан де Грансон и прочие рыцари подошли ночью к Ладрским воротам, и приказал магистр одному провансальцу, который был виконтом Борта в округе Акры, поджечь деревянное сооружение большой машины султана; и они вышли в эту ночь и оказались около деревянного сарая; и тот, кто должен был бросить огонь, испугался и бросил так, что [огонь] отлетел недалеко и упал на землю и возгорелся на земле. Все сарацины, находившиеся там, всадники и пешие, были убиты; а наши люди, все братья и рыцари, заехали настолько вперед между палатками, что их лошади запутались ногами в веревках шатров и споткнулись, и тогда сарацины их перебили; и таким образом мы потеряли этой ночью восемнадцать всадников, братьев ордена Храма и рыцарей-мирян, но захватили много сарацинских щитов [больших] и маленьких, и трубы, и литавры <…>
От луны было светло, как днем, и султан Хамы, охранявший этот сектор фронта, собрал две тысячи всадников, перед которыми небольшому отряду из трехсот воинов, окружавшему магистра ордена Храма, пришлось отступить. Вылазки, которые предлагалось осуществить через другие ворота города, не состоялись, так как сарацины были предупреждены и подготовились к защите.
Другая ночная атака, — на этот раз безлунной ночью, — удалась ничуть не лучше, „сарацины были уведомлены и устроили такое освещение сигнальными огнями, что казалось, у них был день <…> и атаковали столь сильно наших людей стрелами, что казалось, что это дождь <…>“» [Райли-Смит Дж, 1998, с. 317].
После неудачных вылазок в городе начинается эвакуация.
К концу апреля инженеры султана заканчивают подготовку осадной техники, и четвёртого мая начинается массированный обстрел, который продолжается десять дней без перерыва. В этот же день, 4 мая в Акру прибывает король Генрих на 40 судах. Он привозит свои войска — около 100 конных и 3 000 пехоты.
7 мая Генрих отправляет парламентёров к аль-Ашрафу с предложением мира, но тот требует сдачи города, не прекращает бомбардировку и в конце концов, чуть не казнив послов, отвечает категорическим отказом. Восьмого мая в результате бомбардировки разрушен барбикен перед королевской башней, и защитники его оставляют. Аль-Ашраф начинает штурм стен напротив «королевского» сектора. Похоже, что прибытие подкрепления с Кипра только усиливает давление со стороны врага, и вот, на третий день после переговоров, в ситуации наступает кардинальный перелом. В результате подкопов и бомбардировок пали Английская башня, башня графини де Блуа, стены у ворот св. Антония, и стены у башни св. Николая (то есть практически вся часть укреплений, которая находилась во франко-кипрском секторе). 15 мая рухнули внешние стены Королевской башни.
Инженеры мамелюков создали экран, который позволил сапёрам в ночь с 15 на 16 мая в районе ворот святого Антония (на стыке между сектором госпитальеров и французским сектором) пробить широкий проход. Мамлюкский правитель Керака, Бейбарс аль-Мансури, оставил свои воспоминания об осаде Акры в хрониках, известных как Zubdat al-Fikra fi Tarikh al-Hijra. Он вспоминает, как во время заключительного этапа осады Акры одна из башен крестоносцев была сильно повреждена мангонелями, которые сделали разрыв между башней и главной стеной. Но эта брешь была защищена арбалетчиками врага, так что мамелюки не могли начать заваливать ров, чтобы добраться до пролома. Ночью Бейбарс использовал щиты, обшитые войлоком изнутри, которые он описывает, как «имеющие форму длинного белого облака», которые были вертикально подняты с помощью системы мачт и канатов, подобно оснастке корабля. Укрываясь за этим экраном, Бейбарс и его люди засыпали ров, создав переход, который армия султана использовала для штурма города [Nicolle David, 2003, p. 47]. Но войска госпитальеров и тамплиеров ставят в пролом «кошку», организовывают контратаку, и отбивают противника.
Король Генрих и его брат, коннетабль Амори отзывают свои войска, грузятся на корабли и покидают город. Уход войск Генриха Кипрского фактически оставил центральную часть внешних стен без защиты [Wise Terence, 1984, p. 146], и 16 мая войска мамлюков под прикрытием щитов продвигаются вперёд. В это время киприоты, венецианцы, пизанцы, а также местные жители грузятся на корабли.
Тамплиеры и госпитальеры с левого крыла неоднократно (не менее трёх раз) выбивают атакующих из покинутого защитниками центрального сектора, и строят баррикады. Но мамлюки, пользуясь численным преимуществом и не считаясь с потерями возвращаются обратно, и в конце концов, уничтожают стены и башни, делая пролом длиной в 60 локтей. После того, как стены и башни разрушены, султан назначает генеральный штурм на утро 18 мая.

## Штурм 18-20 мая
Атака началась с рассветом по всему центральному сектору. Оставшиеся в городе королевские отряды отошли к сектору госпитальеров и тамплиеров, те попытались отбить захваченные стены, но безуспешно. В это же самое время при попытке собрать защитников в контратаку был смертельно ранен Гильом де Боже.
«Магистра ордена Храма случайно настигла стрела, когда магистр поднимал свою левую руку, и на ней не было щита, только дротик в правой руке, и стрела сия ударила ему подмышку, и тростник вошел в его тело».
Магистр вооружился наспех и носил только легкие латы, соединения которых не закрывали хорошо боков.
И когда он почуял, что ранен смертельно, он стал уходить, а подумали, что он уходит добровольно, чтобы спасти себя и своё знамя <…> и побежали перед ним, и тогда вся его свита последовала за ним. И поскольку он отходил, добрых двадцать крестоносцев с Долины Сполето подошли к нему и сказали: «Ах, Бога ради, сир, не уходите, ибо город скоро будет потерян». И он ответил им громко, чтобы каждый слыхал: «Сеньоры, я не могу, ибо я мертв, видите удар». И тогда мы увидели погруженную в его тело стрелу. И при этих словах он бросил дротик на землю, поник головой и стал падать с лошади, но его свита спрыгнула на землю со своих коней и поддержала его, и сняла с коня, и положила на брошенный щит, который они там нашли и который был очень большой и длинный.
Слуги пронесли его в город по мостику, через водяные рвы и потайной ход, что вели во дворец Марии Антиохийской. Здесь они сняли с него доспехи, разрезав ремни лат на плечах, затем завернули его в одеяло и отнесли на берег. Так как море оставалось бурным, и ни одна лодка не могла пристать, свита перенесла магистра в орденскую резиденцию, протащив носилки через пролом в стене.
И целый день он лежал в Храме, не разговаривая <…>, за исключением одного слова, когда он услышал шум людей, бежавших от смерти, и спросил, что это; и ему сказали, что люди сражаются; и приказал, чтобы их оставили в покое, и с тех пор не разговаривал и отдал Богу душу. И был похоронен перед своим алтарем, то есть престолом, где пели мессу. И благоволил ему Бог, ибо от его смерти был великий ущерб" [Райли-Смит Дж, 1998, с. 320, «Деяния киприотов»].
Часть госпитальеров отплыла на Кипр, увозя своего тяжело раненого великого магистра Жана де Вилье, который впоследствии писал приору Сен-Жиля Гийому де Вильяре следующее:
«Они [мусульмане] рано утром прорвались в город со всех сторон большими силами. Мы с конвентом защищали ворота Святого Антония, где было несчётное число сарацин. Тем не менее, мы трижды отбивали их до места, которое обычно называют Проклятым (Проклятая башня). Как в этом, так и в прочих сражениях, братья нашего ордена бились, защищая город, и его жителей и страну, но, мало-помалу мы потеряли всех братьев нашего ордена, которые удостоены всяческих похвал, которые стояли за Святую Церковь, и встретили свой последний час. Среди них пал и наш дорогой друг, брат маршал Матье де Клермон. Он был благородным рыцарем, отважным и опытным воином. Да примет Господь его душу! В тот же день магистр тамплиеров также скончался от смертельного ранения копьём. Да будет милосерден Господь к его душе!

В тот же самый день я получил удар копьём между плеч, который чуть не стал смертельным, что делает для меня весьма трудным писание сего письма. Между тем, огромная толпа сарацин ворвалась в город со всех сторон, по суше и по морю, продвигаясь вдоль стен, которые были повсюду пробиты и разрушены, пока не добрались до наших укрытий. Наши сержанты, слуги, наёмники и крестоносцы и все остальные оказались в безнадежном положении, и бежали к кораблям, бросая оружие и доспехи. Мы и наши братья, огромное число которых было смертельно или тяжело ранено, защищали их столько, сколько могли, Бог свидетель! И так как некоторые из нас притворялись полумертвыми и лежали в обмороке перед врагами, мои сержанты и наши слуги вынесли оттуда меня, смертельно раненого, и других братьев, подвергая себя огромной опасности. Вот так я и некоторые из братьев спаслись по воле Бога, большинство из них ранено и побито без всякой надежды на исцеление, и мы прибыли на остров Кипр. В день, когда написано это письмо мы все ещё находимся здесь, с большой печалью в сердце, плененные ошеломительным горем» [2, стр. 301—302].
Тем не менее, уцелевшие тамплиеры и госпитальеры отбили штурм у башни св. Антония. Вторым очагом обороны остался правый фланг «королевского сектора», который возглавил представитель короля Англии Отто де Грандисон.
В городе началась паника, жители бросились в гавань, чтобы сесть на корабли, но на море начался шторм. Тамплиер Рожер де Флор смог завладеть одним из кораблей, и попытался воспользоваться ситуацией, чтобы заработать деньги, которые он вымогал со знатных дам в обмен на их спасение. Патриарх Иерусалимский, престарелый Николай, пытался достичь кораблей на рейде, но погрузил на свою лодку столько беженцев, что лодка утонула, а вместе с ней погиб и он сам.
В это же самое время, судя по всему, покинули свои позиции и начали эвакуацию венецианцы, пизанцы и городское ополчение. К вечеру уцелевшие защитники города, те, кто не спасался бегством, а также те, кто из-за шторма не смог отплыть и вернулся обратно, собрались в резиденции тамплиеров, и приняли решение сражаться до конца, избрав своим предводителем маршала тамплиеров Пьера де Севри.

## Оборона в крепости тамплиеров
В течение двух дней и ночей внутри города царила полная неразбериха. Связь ставки султана с войсками была потеряна и прорвавшиеся в город отряды, вероятно, занялись грабежами, что дало возможность тем, кто принял решение защищать город до конца, перегруппироваться. Все хронисты в один голос отмечают, что пленных было очень мало. Некоторая часть населения сумела эвакуироваться через порт под прикрытием французских и английских солдат, но немалое количество были по итогу перебиты или взяты в рабство.
До 20 мая все защитники города, блокированные ранее в своих резиденциях, сконцентрировались в крепости тамплиеров. Предводителем был избран маршал ордена Храма Пьер де Севри. Мамлюки на протяжении недели предпринимали попытки взять штурмом Тампль, но безуспешно. За этот период защитники, пользуясь тем, что они имеют выход к морю, эвакуировали гражданское население, а также казну ордена.
28 мая султан предложил тамплиерам почётные условия капитуляции — выход в гавань с оружием в руках. В этот же день условия были приняты защитниками. В гавань вошли галеры, гражданское население города в сопровождении рыцарей покинуло Тампль. Знаком капитуляции служило вывешенное над башней знамя ислама. Но один из эмиров, который рыскал по городу в поисках поживы, увидев флаг, решил, что крепость взята, и напал на беженцев. Защитники применили в ответ оружие и снова заперлись в крепости. 29 мая де Севри с двумя тамплиерами отправился на переговоры к султану. Но Аль-Ашраф счёл крестоносцев нарушителями клятвы, отказался выслушать парламентёров, и приказал их обезглавить.
Оставшиеся в живых защитники забаррикадировались в Магистерской башне. Сапёры в течение суток подрыли её фундамент, 30 мая башня рухнула, мамлюки ворвались внутрь, и добили тех, кто уцелел под обломками.

## Последние дни Латинского Востока
Сразу же после того, как стало известно о падении стен Акры, 19 мая, без боя сдался Тир. В конце июня был захвачен Сидон, 31 июля сдан Бейрут. Замок Пилигримов и Тортоза были оставлены тамплиерами между 3 и 14 августа. Они отплыли к не имеющему воды острову Руад, который расположен в двух милях от Тортозы, и удерживали его ещё на протяжении двенадцати лет. Аль-Ашраф приказал уничтожить все замки, которые находились на побережье, чтобы франки более не смогли им завладеть.
Около 1340 г. Людольф Садхеймский, немецкий священник, писал, что совершая паломничество в Святую землю, он натолкнулся на двух старых людей, живущих на побережье Мёртвого моря. Он заговорил с ними и выяснил, что они бывшие тамплиеры, захваченные в плен при падении Акры в 1291 г., которые с тех пор жили в горах, оторванные от христианского мира. Они были женаты, имели детей, и уцелели, находясь на службе у султана. Они даже не догадывались о том, что орден Храма был распущен в 1312 году и Великий магистр был сожжён как отказавшийся от покаяния еретик. Эти люди были из Бургундии и Тулузы, они были репатриированы в течение года вместе с семьями. Для того чтобы не допустить скандала, они были с уважением приняты папой, оставлены у него при дворе и там провели остаток жизни.